# Bauhinia thonningii

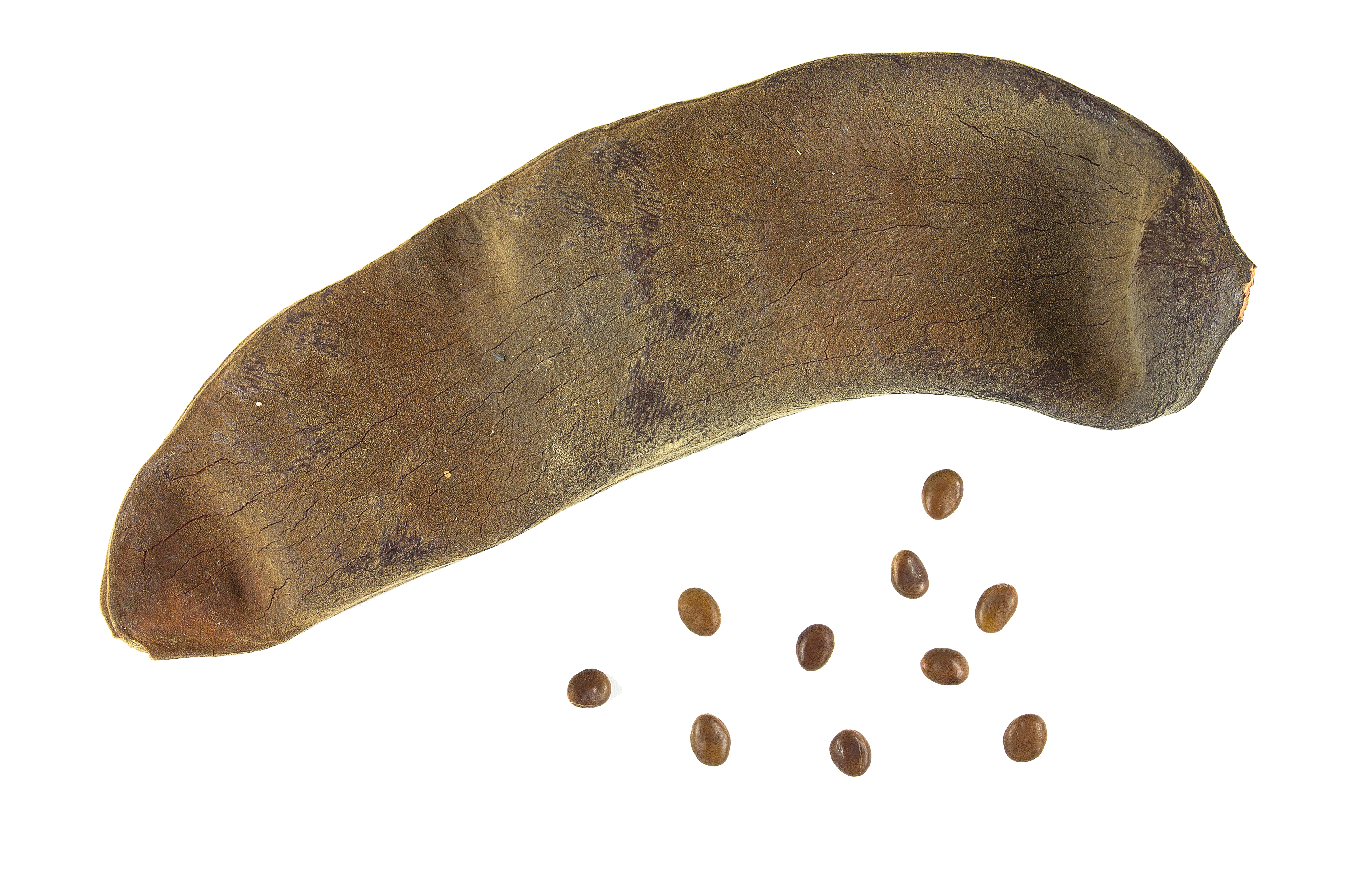
Piliostigma thonningii

Bauhinia thonningii là một loài thực vật có hoa trong họ Đậu. Loài này được Schum. miêu tả khoa học đầu tiên.